# Hugues de Revel
Hugues de Revel (overleden: 1277) was een Engels edelman die van 1258 tot aan zijn dood de 20ste grootmeester van de Orde van Sint-Jan van Jeruzalem. Hij volgde in 1258 Guillaume de Châteauneuf op.
Tijdens zijn regeerperiode verleende paus Clemens IV de Orde vele privileges. In 1271 werd het ordebolwerk het Krak des Chevaliers ingenomen door de Mammelukken van sultan Baibars. Daarentegen werd wel de burcht van Al Marqab behouden voor de Orde. Pas na de Achtste Kruistocht werd er een 10-jarig vredesverdrag getekend met Baibars. In mei 1274 nam Hugues deel aan het Tweede Concilie van Lyon, waar paus Gregorius X opriep tot een nieuwe kruistocht, maar er werd echter geen gehoor gegeven aan deze oproep.
Hugues de Revel overleed in 1277 en werd opgevolgd door Nicolas Lorgne.